# What For? (Only Mr.God Knows Why)
What for? é uma música interpretada por Aisha, que foi seleccionada para representar Letónia no Festival Eurovisão da Canção 2010, a 27 de fevereiro de 2010, na Noruega.